# Ano Internacional da Biodiversidade

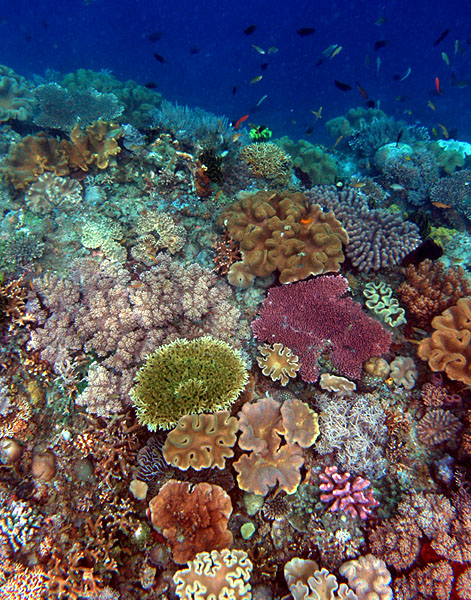
Corais em Timor-Leste. Exemplo tanto de biodiversidade quanto de seus perda, afinal corais são algumas das maiores vítimas das mudanças climáticas.

O Ano Internacional da Biodiversidade é um ano de celebração da biodiversidade, celebrado em 2010, com o intuito de dar maior visibilidade ao problema da perda da biodiversidade. O Brasil, com o peso expressivo dos ativos biológicos será um "special case" para o International Accounting Standards Board (IASB), mentor das regras contábeis internacionais. Enquanto demonstrativos da contabilidade tradicional consideram meio ambiente e mudanças climáticas como contingências remotas - externalidades - o IFRS (International Financial Reporting System) determina que os ativos biológicos (tudo que nasce, cresce e morre), alterações climáticas e seus impactos positivos e negativos sobre o valor dos bens, sejam ajustados no balanço das empresas pelo "fair value" (valor de mercado) e os valores da vida na Terra.